# Viktor Lounasmaa

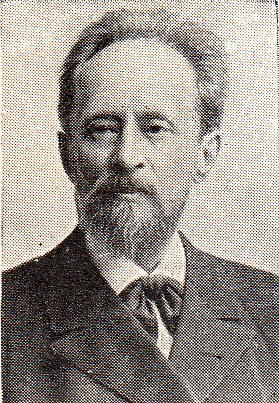
Viktor Lounasmaa.

Nils Viktor (Vihtori) Alfred Lounasmaa (hette fram till 1906 Löfgren), född 25 september 1843 i Viborg, död 11 december 1909 i Helsingfors, var en finländsk journalist och redaktör.
År 1870 blev han redaktör för Uusi Suometar och påverkade på ett avgörande sätt tidningens utveckling. Han var representant för borgarståndet i lantdagen 1885-1900. Han avgick 1906 som redaktör och började skriva ned en serie minnen om sin verksamhet vid tidningen och i partilivet, som 1910 publicerades postumt som Elämäni taipaleelta.
Han var från 1871 gift med Maria Elisabeth Avellan var Finsk kvinnoförenings första ordförande 1884–1889.